# یک خانواده نمونه
یک خانواده نمونه (انگلیسی: A Model Family; کره‌ای: 모범가족) یک مجموعه تلویزیونی محصول کره جنوبی به نویسندگی لی جه گون، به کارگردانی کیم جین وو و بو بازی جونگ وو، پارک هی سون، یون جین سو و پارک جی یون است. این مجموعه در ۱۲ اوت ۲۰۲۲ در نتفلیکس منتشر شد.

## بازیگران

### اصلی
- جونگ وو در نقش دونگ ها[۷]
- پارک هی سون در نقش گوانگ چول[۸]
- یون جین سو در نقش اون جو[۹]
- پارک جی یون در نقش جو هیون